# Artemis Fowl

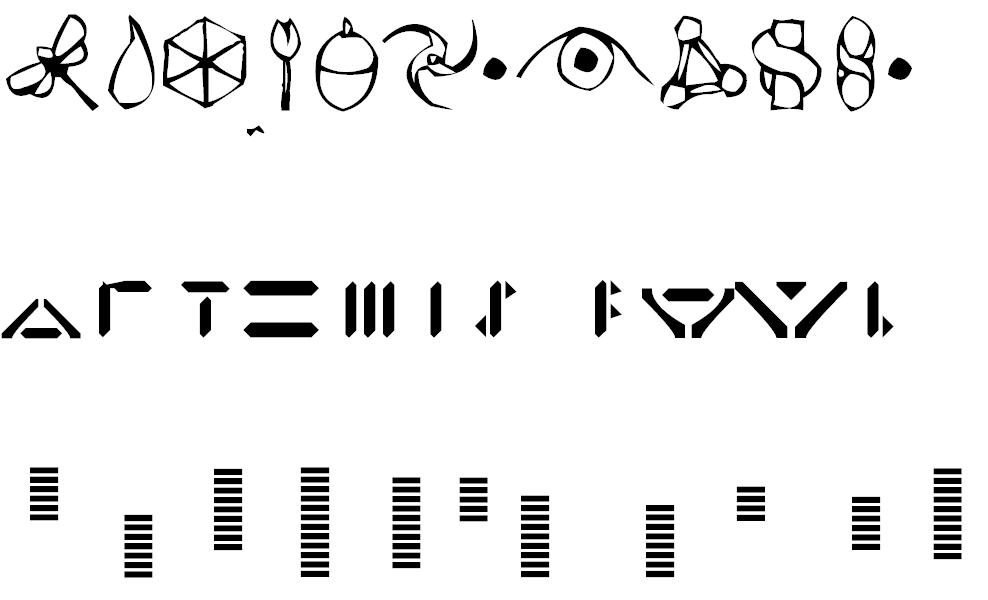
Esempio di scritture immaginarie della saga

Artemis Fowl è una serie di libri fantasy per ragazzi dello scrittore irlandese Eoin Colfer. Il ciclo è composto da otto libri e narra le avventure di un gruppo di personaggi, alcuni umani e altri di fantasia come elfi, folletti, goblin, nani e troll.

## Personaggi
I protagonisti sono un gruppo di personaggi formato da Artemis Fowl II, un adolescente genio del crimine, il capitano Spinella Tappo, il comandante Tubero, la guardia del corpo Leale e un nano cleptomane chiamato Bombarda Sterro; solo Artemis e Leale sono esseri umani mentre gli altri fanno parte del mondo del sottosuolo, popolato da elfi, folletti, goblin, nani, troll e centauri

## Ambientazione
La capitale del sottosuolo è Cantuccio: ospita alcuni edifici importanti come la centrale operativa della LEP, Libera Eroica Polizia, e uno dei navettiporti più importanti del sottosuolo. Cantuccio è la città più importante, seguita da Atlantide, la famosa città sommersa che Colfer reinterpreta come una città del Popolo (gli abitanti del sottosuolo).

## Ciclo di romanzi

### Artemis Fowl
In questo primo libro della serie, Artemis Fowl II, appena dodicenne, scopre l'esistenza di un mondo sotterraneo, popolato da elfi, fate, gnomi ed altre creature ritenute fantastiche. Ultimo rampollo della Famiglia Fowl, un antico gruppo di geni criminali, sull'esempio dei suoi antenati, decide di rapire un elfo per poi chiedere un riscatto in oro. Riesce nella sua impresa grazie alle conoscenze ottenute tramite il Libro segreto del Popolo, ottenuto a Ho Chi Minh, che ne spiega cultura, leggi e tecnologie, ma soprattutto grazie alla sua mente brillante. La prigioniera di Fowl jr, il capitano Spinella Tappo, caparbia e cocciuta, non aspetterà i soccorsi con le mani in mano, ma darà del filo da torcere ai Fangosi.
Il Popolo intanto cerca di liberare l'agente, usando come arma strategica prima il nano cleptomane Bombarda Sterro e poi un troll - abilmente messo al tappeto da Leale, guardia del corpo di Artemis Fowl. Il ragazzo riesce a sfuggire alla terribile bio-bomba, una particolare arma che, esplodendo, uccide ogni cosa che ha vita, lasciando inalterato il paesaggio circostante; nel frattempo, qualcosa comincia a cambiare in Artemis, che decide di restituire metà del maltolto al popolo in cambio della guarigione di sua madre dalla depressione, causata dalla scomparsa del marito durante una spedizione in Russia.

### Artemis Fowl - L'Incidente artico
La LEP (Libera Eroica Polizia, che è la polizia elfica di cui fa parte anche Spinella Tappo) scopre un traffico di pile prodotte in superficie tra i fangosi e una gang di goblin. Il primo pensiero va ad Artemis Fowl, per i precedenti tentativi di rubare l'oro del Popolo: dimostratosi innocente, decide di aiutare la LEP a trovare il colpevole. In cambio, chiede l'aiuto del Popolo per salvare il padre, che si trova nelle mani della mafia russa.
Intanto, negli Strati Inferiori, gruppi di goblin armati attaccano la LEP, approfittando del mancato funzionamento della armi in dotazione alla polizia. Dietro al tutto ciò, si nasconde Opal Koboi, che mira a conquistare Cantuccio e gli Strati Inferiori.
Tubero e Spinella Tappo ricevono la notizia dell'assalto goblin e con l'aiuto del nano cleptomane Bombarda Sterro, il cervello di Artemis e la forza della sua guardia del corpo Leale, riescono a penetrare nei LabKob, restituire alla LEP il controllo delle armi e catturare la perfida folletta Opal Koboi e il suo complice, l'ex comandante Briar Brontauro.

### Artemis Fowl - Il codice Eternity
Nel terzo capitolo della saga Artemis crea il Cubo, un supercomputer che unisce tecnologia elfica e umana. Il Cubo non ha prezzo: Artemis lo usa per ricattare il magnate senza scrupoli Jon Spiro, proponendogli di tenerlo fuori dal mercato per dodici mesi. Questi si limita a sottrarglielo, lasciando alla sua guardia del corpo Arno Tozz lo spiacevole compito di "far fuori" Artemis e Leale. Leale viene ferito mortalmente, ma il genio di Artemis e l'aiuto della magia elfica lo riportano in vita, anche se con qualche acciacco in più.
Spinella, già allertata da un misterioso segnale partito proprio dal Cubo, organizza con Polledro e Artemis un piano per rientrare in possesso del Cubo e impedire che Spiro riesca a localizzare il Popolo.
Il gruppo riesce a recuperare il Cubo, ma gli umani verranno infine sottoposti a spazzamente dalla LEP. Artemis riuscirà comunque ad evitare il fascino di Spinella e a nascondere alcune notizie sul suo passato, per poter recuperare in seguito tutti i suoi ricordi.

### Artemis Fowl - L'inganno di Opal
Nel quarto volume della saga una vecchia nemica torna per vendicarsi. Opal Koboi giace nell'ospedale psichiatrico dove viene tenuta sotto stretta sorveglianza, dopo essere caduta in coma auto-indotto. Grazie ad un clone e due collaboratori all'interno dell'ospedale, riesce però a fuggire senza essere scoperta: sarà libera di mettere in atto la sua vendetta.
Il suo primo obiettivo è l'eliminazione di Tubero, per cui sarà incolpata Spinella. Opal quindi cerca di uccidere Artemis, che, grazie alla prontezza di Leale e l'intervento di Spinella riesce a cavarsela.
Artemis riesce ad annullare gli effetti dello spazzamente, cui era stato sottoposto, grazie al medaglione consegnato a Bombarda Sterro, che nascondeva un dischetto contenente tutte le informazioni sul Popolo. Insieme ai suoi amici riesce a sconfiggere Opal.

### Artemis Fowl - La colonia perduta
Quinto libro della serie Artemis Fowl, introduce un nuovo personaggio, Minerva, giovane genio dai folti e lunghi riccioli biondi. In concorrenza con Artemis in quanto a crudeltà e spietatezza, metterà il giovane Fowl in un pasticcio a base di viaggi temporali. In questo
libro compare l'ottava famiglia del Popolo: i demoni, tra cui N 1, Qwan e il pericoloso Leon Abbot(N'Zall)

### Artemis Fowl - La trappola del tempo
Nel sesto libro Artemis Fowl scopre che sua madre sta morendo per una malattia contagiosa trasmessa attraverso la magia. L'unico antidoto è il fluido cerebrale di una razza di lemure, estinta otto anni prima dallo stesso Artemis, che lo aveva venduto a degli "Estinzionisti". N°1 riesce a creare un portale temporale attraverso cui Artemis e Spinella (da lui convinta con un inganno) vengono catapultati otto anni nel passato, nel tentativo di fermare l'Artemis di otto anni prima. In questo libro c'è anche uno sviluppo dell'amicizia tra Spinella e Artemis.
Sfortunatamente durante il suo viaggio indietro negli anni incontrerà spiacevoli sorprese, tra cui Opal Koboi, che vuole iniettarsi il fluido cerebrale di quel lemure per avere il potere assoluto e dominare il mondo. I nostri eroi sono dapprima ostacolati dall'Artemis e dal Leale passati che poi, alla fine (quasi pentiti), li aiutano a riprendersi il lemure. Artemis (quello futuro) si ritrova dunque a dover spiegare tutto all'Artemis del passato, e fatto ciò, ritorna al futuro insieme ai suoi amici. Ma li attende una brutta sorpresa: Opal, la malefica folletta, li ha seguiti nel tunnel temporale e, atterrata qualche giorno prima, ha fatto sembrare la madre di Artemis malata per arrivare al fluido.
Si era quasi impadronita di esso (grazie all'aiuto degli altri umani, messi sotto "fascino" per prenderne il controllo), usando il corpo di Angeline, la madre di Fowl, quando l'Artemis con cui stava parlando si rivela essere l'Artemis passato, il cui sosia presente è arrivato alla vera Opal, che viene sconfitta e sviene. Opal poi si riprende e cerca in tutti i modi di prendere il lemure. Artemis (quello futuro) fugge su un velivolo, attirando Opal verso il settimo kraken (una creatura marina enorme e mansueta che accumula il metano dei rifiuti di cui si ciba sotto il suo spesso guscio; ha l'"abitudine" di esplodere se il guscio viene rotto, se sta avendo un piccolo kraken o se sta cambiando il guscio). Perciò Fowl, con un inganno, fa sì che Opal lo faccia esplodere.
La storia si conclude con la folletta che riesce a fuggire e l'Artemis del passato che viene sottoposto allo spazzamente e riportato nel suo tempo.

### Artemis Fowl - Il morbo di Atlantide
Settimo libro della serie, è ambientato poco dopo il precedente capitolo. Artemis incontra Spinella Tappo, il suo comandante e Polledro per illustrare un suo progetto per la salvaguardia dei ghiacciai. Durante l'incontro Spinella e Polledro si accorgono dello strano comportamento di Artemis: conta qualsiasi cosa, dal numero di persone nella stanza al numero di parole nei suoi discorsi. I due riconoscono i sintomi del Morbo di Atlantide ma poco dopo vengono attaccati da un nemico sconosciuto e sono costretti a scappare. Leale intanto è corso in soccorso di sua sorella Juliet e si scoprirà che così facendo è caduto nella trappola di qualcuno che vuole eliminarli entrambi. Questo è solo l'inizio dell'avventura che li attende, ora dovranno riuscire a salvarsi per scoprire e sistemare chi li vuole morti.

### Artemis Fowl - L'ultimo guardiano
Ultimo libro della serie, è stato pubblicato il 10 luglio 2012 in inglese
Artemis Fowl - L'ultimo guardiano
Ottavo libro della saga di Artemis Fowl, parla del ritorno delle due Opal. L'Opal del presente, uccidendo la se stessa del passato, causa un collasso temporale che distruggerà tutte le cose che ha creato. Cantuccio sarà per metà rasa al suolo dalle esplosioni e gli umani torneranno all'Età della Pietra a causa dei pezzi di Tecnologia Koboi. La Opal del presente, diventata un essere quantistico grazie all'esplosione nucleare del suo corpo, mira ad aprire e liberare la Porta dei Berserkr, nelle vicinanze di casa Fowl, dove sono tenuti i fantasmi dei guerrieri elfici della battaglia di Taillte. Dopo aver aperto la prima delle due serrature della Porta ed aver liberato i fantasmi, Opal tenterà di aprire la seconda serratura e ad annientare tutta l'umanità. Ma le persone più in pericolo saranno tre, che corrispondono ai nomi Juliet Leale insieme a Myles e Beckett Fowl. Soltanto il ragazzo prodigio quindicenne Artemis Fowl, insieme alla sua guardia del corpo Domovoi Leale, al capitano della Libera Eroica Polizia Spinella Tappo e al nano cleptomane Bombarda Sterro, riuscirà ad impedire la vittoria di Opal e all'annientamento dell'umanità. Ma questo, gli costerà un caro prezzo: la sua vita.

## Raccolte di racconti
- Artemis Fowl - La cassaforte segreta: contiene due storie brevi e vari aneddoti, che si ricollegano alla saga principale. Nel primo episodio, che riguarda l'iniziazione di Spinella Tappo ad agente Ricog, si viene a conoscenza del fratello di Julius Tubero, Raponzo Tubero, che da tempo vuole far perdere la magia al fratello, come è successo a lui. Nel secondo, Artemis vuole rubare una preziosissima corona (la "Tiara fei-fei), con la scusa di dover utilizzare un singolo diamante unico per colore adatto a costruire un laser (in realtà dopo lo donerà alla madre, dato che ha lo stesso colore degli occhi del padre disperso nell'artico, un atto di sentimentalismo di cui si vergogna). Per eseguire il furto chiede aiuto a Bombarda, date le sue particolari capacità nanesche. La corona era stata precedentemente rubata da una compagnia di nani, i "Sommi". Nella storia compare anche l'agente Spinella Tappo, che interviene per impedire il furto della corona stessa. Tuttavia Artemis riesce a sostituire con un falso la pietra che gli serviva, per poi donarla alla madre.

## Altri media
Cinema
- Artemis Fowl (diretto da Kenneth Branagh, 2020)

Graphic novel
- Artemis Fowl - La storia a fumetti: versione a fumetti del primo libro della serie, sceneggiata da Andrew Donkin e disegnata da Giovanni Rigano e Paolo Lamanna; pubblicata da Buena Vista nel 2007.
- Artemis Fowl and the Arctic Incident - The Graphic Novel (2009)
- Artemis Fowl and the Eternity Code - The Graphic Novel (2013)
- Artemis Fowl and the Opal Deception - The Graphic Novel (2014)